# 新世代 (印第安納州)
新世代（英語：New Era）是位於美國印地安納州迪卡爾布縣的一個非建制地區。該地的面積和人口皆未知。

## 地理
新世代的座標為41°17′38″N 84°07′17″W / 41.29389°N 84.12139°W，而該地的平均海拔高度為262米（即860英尺）。